# Michael Biegler
Michael Biegler, né le 5 avril 1961 à Leichlingen, est un entraîneur allemand de handball. 
Conjointement sélectionneur de l'équipe nationale de Pologne et l'entraîneur principal du club allemand du HSV Hambourg en 2015, il perd ses deux fonctions en l'espace d'une semaine en janvier 2016 : le fiasco de l'Euro 2016 organisé en Pologne le contraint à donner sa démission tandis que le club hambourgeois, en proie à d'importants problèmes financiers, se voit retirer sa licence en championnat d'Allemagne.

## Biographie

### Parcours en Allemagne
La carrière d'entraîneur de Michael Biegler commence à seulement 24 ans en 1985 au LTV Wuppertal. En 1989, il dirige durant une saison l'OSC Dortmund, avant de rejoindre le TSV Bayer Dormagen et de succéder à Arno Ehret, qu'il suivra en sélection allemande en 1993 pour devenir son adjoint. 
En 1994, il signe un contrat avec le VfL Gummersbach, qu'il entraîne jusqu'en 1997. Il passe les deux saisons suivantes au GWD Minden, avant de diriger pendant la seconde partie de saison 1999-2000 l'équipe du VfL Hameln, avec laquelle il remporte le championnat allemand de deuxième division. Malgré un bon début de saison en Bundesliga la saison suivante, il est démis de ses fonctions après onze matchs.
De 2000 à 2002, Biegler est à la tête du TSG Friesenheim. Il dirige par la suite le Frisch Auf Göppingen et y reste jusqu'en novembre 2003, avant de faire jouer une clause dans son contrat qui lui permet de rejoindre un club de première division, le Wilhelmshavener HV en l'occurrence.
Il conduit le club dans l'élite durant six saisons, avant que de mauvais résultats ne lui coûtent son limogeage en janvier 2008 (Wilhelmshaven finira finalement à la dernière place). Il devient immédiatement après son renvoi l'entraîneur principal du SC Magdebourg, et ce jusqu'en décembre 2009. Après un bref passage au TV Großwallstadt (de janvier à novembre 2010), Biegler décide de prendre un peu de recul.
Le 9 septembre 2012, Michael Biegler est choisi par la Fédération polonaise de handball pour devenir le nouveau sélectionneur de l'équipe masculine. Il succède ainsi à Bogdan Wenta, qui a mené la Pologne vers les meilleurs résultats de son histoire, avant l'intérim de quelques mois de Daniel Waszkiewicz et Damian Wleklak. Début 2015, lors du championnat du monde joué au Qatar, l'équipe polonaise dirigée par Biegler obtient la médaille de bronze après sa victoire sur l'Espagne lors de la petite finale. À son retour en Pologne, le sélectionneur reçoit par le président Bronislaw Komorowski la Croix d'or du Mérite. L'année suivante, lors du championnat d'Europe organisé au pays, Biegler et son équipe négocient parfaitement le premier tour, avec notamment une belle victoire obtenue sur le champion d'Europe, du monde et olympique en titre, la France,, avant de s'effondrer lors du tour principal et de terminer à la quatrième place de son groupe après la déroute 23 à 37 infligée par la Croatie,. Réduite à jouer un dernier match pour la septième place finale, loin des objectifs initiaux, la Pologne annonce le lendemain du match contre la Croatie le départ de Biegler, qui a présenté sa démission au président de la fédération polonaise.
En club, après un court épisode au SC DHfK Leipzig en 2013, il prend les rênes du HSV Hambourg au début de la saison 2015-2016. Mais, après avoir été déclaré insolvable mi-décembre 2015 du fait de graves problèmes financiers, la Bundesliga retire la licence au club de Hambourg en janvier 2016 : tous les joueurs et le staff, dont Biegler, sont libérés de leurs contrats professionnels. Avec son limogeage à la tête de l'équipe masculine, Biegler perd donc en l'espace de quelques jours ses deux postes.
En avril 2016, il est nommé à la tête de l'équipe nationale allemande féminine qu'il conduit à la 6e place au championnat d'Europe 2016. Il décide de ne pas aller au delà du championnat du monde 2017, organisé à domicile et conclu à la 12e place, et rejoint dès janvier 2018 le SC DHfK Leipzig

## Palmarès d'entraîneur

### En club
- Champion d'Allemagne de deuxième division en 2000 (avec le VfL Hameln)

### Avec l'équipe nationale de Pologne
- 9e place au championnat du monde 2013
- 6e place au championnat d'Europe 2014
- Médaillé de bronze au championnat du monde 2015
- 7e place au championnat d'Europe 2016

## Distinctions individuelles
- Croix d'or du Mérite polonais en 2015